# Owain Yeoman
Owain Sebastian Yeoman (* 2. Juli 1978 in Chepstow, Monmouthshire, Wales) ist ein britischer Schauspieler, bekannt durch seine Rolle des Wayne Rigsby in der US-Krimiserie The Mentalist (2008–2015).

## Leben
Owain Yeoman studierte Englische Literatur am Brasenose College. Später studierte er Schauspiel an der Royal Academy of Dramatic Arts in London. Sein Kinodebüt gab er als Lysander im Film Troja. Nach kleineren Rollen in verschiedenen Fernsehserien spielte Yeoman zwischen 2008 und 2015 in insgesamt 130 Folgen der CBS-Krimiserie The Mentalist den Agenten Wayne Rigsby.
Yeoman war von 2006 bis 2011 mit der Schauspielerin Lucy Davis verheiratet. Im September 2013 heiratete Yeoman zum zweiten Mal. Im April 2015 wurden er und seine Frau Gigi Eltern einer Tochter.

## Filmografie (Auswahl)
- 2004: Commando Nanny (Fernsehserie)
- 2004: Troja (Troy)
- 2004: Inspector Barnaby (Midsomer Murders, Fernsehserie, Folge 8x02)
- 2005–2006: Kitchen Confidential (Fernsehserie, 13 Folgen)
- 2006: Bierfest (Beerfest)
- 2006–2007: The Nine – Die Geiseln (The Nine, Fernsehserie, 13 Folgen)
- 2007: Traveling in Packs (Fernsehfilm)
- 2008: Terminator: The Sarah Connor Chronicles (Fernsehserie, Folge 1x01)
- 2008: Generation Kill (Miniserie, 7 Folgen)
- 2008–2015: The Mentalist (Fernsehserie, 130 Folgen)
- 2011: Chromeskull: Laid to Rest 2
- 2011: The Cleveland Show (Fernsehserie, Folge 3x02, Sprechrolle)
- 2012: AbsolutSin (Kurzfilm)
- 2014: American Sniper
- 2014: Extant (Fernsehserie, 3 Folgen)
- 2015–2017: Turn: Washington’s Spies (TURN, Fernsehserie, 28 Folgen)
- 2015: Supergirl (Fernsehserie, Folge 1x01)
- 2016: Elementary (Fernsehserie, Folge 5x04)
- 2016: Das Belko Experiment (The Belko Experiment)
- 2017: The Blacklist (Fernsehserie, Folge 5x02)
- 2019–2020: Emergence (Fernsehserie)
- 2020: Brahms: The Boy II (The Boy II)
- 2021: S.A.S. Red Notice (SAS: Red Notice)
- 2022: Save the Cinema
- 2023: True Lies (Fernsehserie, 1 Folge)
- 2024: CSI: Vegas (Fernsehserie, 1 Folge)
- 2025: Bosch: Legacy (Fernsehserie, 1 Folge)
- 2025: Tracker (Fernsehserie, 1 Folge)